# Самарский радиотелецентр РТРС
Самарский областной радиотелевизионный передающий центр (филиал РТРС «Самарский ОРТПЦ») — подразделение Российской телевизионной и радиовещательной сети (РТРС), основной оператор цифрового эфирного и аналогового эфирного теле- и радиовещания Самарской области, единственный исполнитель мероприятий по строительству цифровой эфирной телесети в Самарской области в соответствии с федеральной целевой программой «Развитие телерадиовещания в Российской Федерации на 2009—2018 годы».
Самарский радиотелецентр РТРС обеспечивает 99,14% жителей Самарской области 20-ю обязательными общедоступными телеканалами и тремя радиостанциями в стандарте DVB-T2, входящими в состав первого и второго мультиплексов цифрового эфирного телевидения, способствует развитию мобильной связи. Эфирную трансляцию цифрового телевидения в регионе обеспечивают 135 радиотелевизионных станций (РТС).

## История
Решение о строительстве Куйбышевского телецентра было принято в 1954 году.
8 февраля 1954 года свежие номера центральных газет страны: «Правды», «Известий», «Труда», «Комсомолки» в киосках Куйбышева, городов и посёлков области раскупались нарасхват. Тогда было опубликовано Постановление Совета Министров СССР о строительстве телевизионных центров в столицах союзных республик и крупнейших городах России, в том числе и в  Куйбышеве (ныне Самара)
15 мая 1955 года опубликован Приказ Министерства связи СССР о начале проектирования и строительства Куйбышевского телецентра. Специальная комиссия выбрала из четырёх площадок, предложенных для строительства, площадку на пустыре на пересечении улицы Советской Армии и Московского шоссе. Это было одно из самых высоких мест в городе. В те годы телецентры строились по типовым проектам: для областных центров предназначались двухэтажные здания, для республиканских трехэтажные. В 1956 году началось строительство Куйбышевского телецентра. Куйбышеву, как крупному индустриальному центру, было разрешено строить здание Телецентра по масштабам республиканского проекта. Уже к февралю 1957 года московские специалисты возвели 180-метровую телевизионную башню и начали монтаж оборудования. Монтаж передатчиков начался в конце августа и к концу сентября был завершён. После монтажа передающих устройств началось техническое оборудование аппаратно-студийного комплекса (АСК).
12 октября 1957 года состоялось первое пробное включение телевизионного передатчика - первая пробная трансляция Куйбышевского телевидения (передавалась подстроечная таблица с надписью «Куйбышевское телевидение»).
7 ноября 1957 года, ко дню 40-летия Октябрьской революции, была подготовлена первая студийная праздничная программа.
К концу 1957 года телевидение в Куйбышеве стало неопровержимым фактом. К тому времени существовала Куйбышевская студия телевидения, организованная при областном радиокомитете, переименованном в Комитет телерадиовещания.
В январе-феврале 1958 года была завершена настройка телевизионной техники.
В январе 1958 года вышла в эфир первая студийная передача.
12 марта 1958 года Куйбышевский телецентр был официально принят в эксплуатацию. Этот день считается датой рождения телевещания в Куйбышеве.
Башня была построена по проекту 3803 KM.
9 ноября 1964 года была принята в эксплуатацию новая радиорелейная линия, которая позволила жителям Куйбышева принимать передачи Центрального телевидения. В 1966 году началась трансляция Куйбышевского телевидения. 11 апреля 1969 года Куйбышевский телецентр реорганизован в Куйбышевскую радиотелевизионную передающую станцию.
К концу 60-х годов областным управлением связи была разработана новая программа развития телевещания в области. Программа предполагала строительство мощных ретрансляторов в Жигулевске, Сызрани, Сергиевске и Большой Глушице.
В 1969 году был сформирован Цех ретрансляторов малой мощности и радиорелейных линий как структурная единица Куйбышевского ОРТПЦ. Основной задачей цеха было проведение профилактического обслуживания и ремонт оборудования телевизионных ретрансляторов области.
В 1970 году введены в строй Алексеевский и Кошкинский (ст. Погрузная) ретрансляторы.
В 1970 году начал работу ретранслятор в Сызрани. 24 марта 1971 года был введен в эксплуатацию ретранслятор в Жигулевске. 9 августа 1973 года радиотелецентр был переименован в Куйбышевский областной радиотелевизионный передающий центр.
12 сентября 1975 года в Куйбышеве началась тестовая трансляция второй программы Центрального телевидения.
В апреле 1978 года радиотелецентр начал цветное вещание телепрограмм.
В 1978 году был введён в строй ретранслятор в Хворостянке.
В январе 1979 года начал работу ретранслятор в Сергиевске.
В 1979 году был построен технический корпус радиотелецентра.
В ноябре 1980 года в области завершился переход на цветное вещание.
В 1982 году был организован цех радиотелефонной связи «Алтай».
1 января 1987 года начал работу ретранслятор в Большой Глушице.
Для большего охвата качественным телевещанием районов области со сложным рельефом местности стали строиться новые малые ретрансляторы.
В начале 80-х был введён в строй ретранслятор в Большом Толкае, в 1984 году - в Прибрежном.
В конце 80-х годов на баланс ОРТПЦ местным узлом связи был передан Похвистневский ретранслятор.
В 90-х годах появились новые ретрансляторы в Первомайском, Елховке, Исаклах.
В 1992 году радиотелецентр начал коммерческое радиовещание.
31 октября 1994 года радиотелецентр был переименован в федеральное государственное предприятие «Самарский областной радиотелевизионный передающий центр». В 1998 году радиотелецентр вошел в состав ВГТРК.
В 2001 году радиотелецентр стал филиалом РТРС «Самарский ОРТПЦ».
30 января 2002 года официально принято в эксплуатацию новое административное здание радиотелецентра.
В июне 2003 года между федеральным государственным унитарным предприятием «Российская телевизионная и радиовещательная сеть» (РТРС) и Администрацией Самарской области было заключено соглашение «О развитии передающих сетей телевидения и радиовещания в Самарской области». В соответствии с соглашением самарский филиал РТРС построил и ввел в эксплуатацию региональную сеть эфирного вещания телеканала «Губерния» (Самарское Губернское Телевидение) из 173 объектов вещания  с охватом 90 % жителей региона и начал трансляцию радиоканала «Губерния» (Самарское Губернское Радио) с 10 радиотелевизионных станций (Самара, Жигулевск, Сызрань, Кошки (Погрузная), Исаклы, Сергиевск, Кинель-Черкассы, Хворостянка, Большая Глушица, Нефтегорск.
В 2004 году были начаты работы по установке центральной земной станции в Самаре (ул. Гагарина, 6А, Передающий цех № 7) и приёмно-передающих земных станций в Челно-Вершинах, Большой Глушице. В конце 2004 года было принято решение смонтировать в качестве эксперимента один цифровой передатчик. 11 ноября 2005 года состоялся запуск опытного цифрового вещания в Челно-Вершинском районе Самарской области.
В мае 2008 года между Правительством Самарской области и федеральным государственным унитарным предприятием «Российская телевизионная и радиовещательная сеть» было заключено соглашение "О развитии и модернизации сетей телевидения и радиовещания в Самарской области".
3 декабря 2009 года постановлением Правительства Российской Федерации № 985 была утверждена федеральная целевая программа (ФЦП), которая определила этапы и сроки реализации перехода страны на цифровые технологии в телевещании и единственного исполнителя мероприятий по строительству цифровой эфирной телесети, которым был назначен РТРС.
В 2009—2018 годах основным направлением деятельности Самарского радиотелецентра РТРС стал перевод региональных сетей эфирного вещания с аналогового на цифровой формат.
13 ноября 2012 года состоялся официальный запуск цифрового вещания первого мультиплекса (РТРС-1) в Самаре. В тот же день в Самаре открылся центр консультационной поддержки (ЦКП) по вопросам цифрового телевидения.
10 сентября 2014 года РТРС начал трансляцию цифрового эфирного телевидения с радиотелевизионных станций сразу в 134 населенных пунктах Самарской области.Цифровой сигнал первого мультиплекса (РТРС-1) стал доступен 99,14% населения Самарской области. Тогда же самарский филиал РТРС начал включение регионального контента ГТРК «Самара» в каналы первого мультиплекса «Россия 1», «Россия 24», впервые в России применив технологию региональной модификации программ с доставкой регионального контента через спутник (технологию реплейсинга).
С начала полномасштабного запуска первого цифрового мультиплекса по всей области самарский филиал РТРС при поддержке Департамента информационных технологий и связи Самарской области проводил информационно-разъяснительную кампанию для населения. Информационно-разъяснительная кампания с выездами в муниципальные районы и городские округа области продолжалась вплоть до 3 июня 2019 года, когда состоялось отключение аналогового телевещания в регионе и завершился переход Самарской области на "цифру" .
С начала 2015 года в Самаре, Жигулевске (с зоной охвата Тольятти), Сызрани и Чапаевске транслируется второй мультиплекс (РТРС-2). С февраля 2015 года на телеканалах «Россия-1» и «Россия 24» в составе первого мультиплекса по всей Самарской области транслируются региональные программы ГТРК «Самара».
30 декабря 2016 года между Правительством Самарской области и федеральным государственным унитарным предприятием «Российская телевизионная и радиовещательная сеть» было заключено новое соглашение "О развитии сетей цифрового телевидения и радиовещания на территории Самарской области". Соглашение направлено на формирование единого информационного пространства и совершенствование инфраструктуры связи региона.
В мае 2018 года филиал РТРС включил новую иллюминацию на телебашне в Самаре. Запуск был приурочен к Чемпионату мира по футболу и 60-летию радиотелецентра.
13 декабря 2018 года в торжественной обстановке стартовало вещание 10 цифровых телеканалов второго цифрового мультиплекса (РТРС-2) в северных и южных районах Самарской области: Сергиевский, Камышлинский, Кошкинский, Исаклинский, Клявлинский, Шенталинский, Челно-Вершинский, Большеглушицкий, Большечерниговский, Красноармейский, Хворостянский, Пестравский, Алексеевский, Нефтегорский с 70 радиотелевизионных станций, расположенных преимущественно в сельской местности.
До конца 2018 года РТРС включил еще 61 передатчик второго мультиплекса (РТРС-2) и сеть второго мультиплекса в Самарской области, состоящая из 135 объектов, заработала в полном объеме. Цифровой телесигнал второго мультиплекса (РТРС-2) стал доступен 99,14% населения региона.
3 июня 2019 года в самарском регионе прекратилось аналоговое вещание федеральных телеканалов. Самарская область перешла на цифровое телевидение. Самарский радиотелецентр РТРС (филиал РТРС "Самарский ОРТПЦ") продолжил транслировать в аналоговом формате только федеральные, региональные и муниципальные телеканалы, не попавшие в «цифровую двадцатку».
29 ноября 2019 года РТРС начал цифровую трансляцию обязательного общедоступного телеканала Самарской области ТРК «Губерния» (Самарское губернское телевидение) в сетке телеканала ОТР.

## Организация вещания
РТРС транслирует в Самарской области:
- 20 телеканалов и 3 радиоканала в цифровом формате;
- 24 телеканала и 34 радиоканала в аналоговом формате[54].

Инфраструктура эфирного телерадиовещания филиала РТРС в Самарской области включает:
- областной радиотелецентр;
- 6 производственных подразделений;
- центр формирования мультиплексов;
- 189 передающих станций;
- 185 АМС;
- 461 приемная земная спутниковая станция;
- 8 радиорелейных станций;
- 203,4 км радиорелейных линий связи.

## Структура

### в Самаре
- Цех УКВ радиостанций (1957 г., ул. Советской Армии, 205, две телевизионные башни высотой 142 и 180 м на основной площадке)
- Радиоцентр № 1 (1943 г., снесён в 2010 г.; п. Новосемейкино, 4 башни 204 м, 4 башни 152 м)
- Передающий цех № 7 (1955 г., ул. Гагарина, 6а, 125-метровая УКВ-башня на пересечении улицы Гагарина и улицы Академика Солдатова)

### в Самарской области
- Цех УКВ радиостанций в Жигулевске (246-метровая телевизионная мачта на горе Отважная (303 м)
- Цех УКВ радиостанций в Сызрани (246-метровая телевизионная мачта)
- Цех УКВ радиостанций в Сергиевске (246-метровая телевизионная мачта)
- Цех УКВ радиостанций в Большой Глушице (246-метровая телевизионная мачта).[55]

## Награды
Филиал РТРС «Самарский ОРТПЦ» занял первое место в региональном этапе и третье место в федеральном этапе Всероссийского конкурса «Российская организация высокой социальной эффективности» в номинации «За сокращение производственного травматизма и профессиональной заболеваемости в организациях непроизводственной сферы».
Филиал РТРС «Самарский ОРТПЦ» неоднократно был признан победителем ежегодного корпоративного конкурса среди филиалов РТРС в номинациях: «Лучший филиал» (2002, 2011), «Лучшее технологическое достижение» (2006), «Лучшее достижение в сфере связей с общественностью» (2007), «Лучший директор филиала РТРС» (2011), «Филиал года» (2015).